# Bruno Barilli
Pour les articles homonymes, voir Barilli.
Bruno Barilli, né le 14 décembre 1880 à Fano et mort le 15 avril 1952 à Rome, est un écrivain et musicographe italien. Il est aussi compositeur et critique musical entre 1924 à Delimara et 1929 à Il paese del melodramma. Son esthétique oscille entre le baroque et le surréalisme.

## Biographie
Bruno Barilli fait ses études à Parme puis à Munich.

## Œuvres

### Œuvres littéraires
- Il Sorcio nel violino, 1926, Munich
- Il Paese del melodrama, 1929, Lanciano

### Œuvres musicales
- Medusa, opéra (1910, création à Bergame le 11 septembre 1938)
- Emiral, opéra (création à Rome le 11 mars 1924)